# The King (Sänger)
The King (* 1968 in Belfast als James Brown) ist ein britischer Sänger.

## Leben
James „The King“ Brown ist fünffacher Vater und arbeitete als Postbote. Er trat zunächst als Elvis-Imitator auf. Nach einem Vertrag mit EMI veröffentlichte er als „The King“ bisher sechs Alben, auf denen er im Stile Elvis Presleys und mit sehr ähnlicher Stimme u. a. Coverversionen von Liedern bekannter Interpreten wie John Lennon, Janis Joplin, Jimi Hendrix, Kurt Cobain, Freddie Mercury und Elvis Presley singt. Vom ersten Album Gravelands wurden 160.000 Exemplare verkauft. Seine ersten beiden Alben beschränken sich auf Lieder bereits verstorbener Interpreten oder Bands, von denen mindestens ein Mitglied verstorben ist (Rolling Stones, Red Hot Chili Peppers).
Für den Film Lonely Street lieh Brown dem Schauspieler Robert Patrick seine Gesangstimme für dessen Rolle als Mr. Aaron. Diese Lieder sind auf dem Album Return to Gravelands enthalten. Für die ursprünglich 2020 geplante aber durch die COVID-19-Pandemie abgesagte Tournee veröffentlichte der Sänger digital eine Sammlung von sechs neuen Aufnahmen.

## Diskografie

### Alben
- 1998: Gravelands
- 2000: Return to Splendor
- 2004: The King Live
- 2005: Any Way You Want Me
- 2014: Return to Gravelands

### Singles & EPs
- 1998: Come as You Are / Voodoo Chile / Love Will Tear Us Apart / Come as You Are (Japanese Version)
- 1998: Whole Lotta Rosie (Radio Version) / Song to Siren / Whole Lotta Rosie (Album Live Version)
- 1999: Little Drummer Boy / Whole Lotta Rosie
- 1999: Love Will Tear Us Apart (Radio Edit) / Album Mix / Grave Mix / Down Under Mix
- 1999: War Is Over / Song to Siren
- 2000: Under the Bridge / The House is Rockin’ / Sweet Home Chicago
- 2000: Crazy Little Thing Called Love / No Woman, No Cry (Live) / Voodoo Chile (Live)
- 2001: King of the Road / Little Ole Wine Drinker Me / Hard to Handle
- 2020: Gave Me a Mountain / Love Me Tender / Statue a Fool / (It’s Only) Make Belive / Angel / Danny Boy

### Weitere Beiträge
- 2000: Heal Yourself (mit New Rock Conference)
- 2001: Smoke on the Water (Elvis Lives Mix) (mit Michael Mittermeier auf Mittermeier & Friends)
- 2007: The American Sound Show – Live in Concert; The American Sound Studio Band (mit The Memphis Boys)
- 2009: Lonely Street (O.S.T.) (When the Rebel Comes Home, Waiting at This Moment, Until It Happens)